# Franco Vidal
Franco Vidal Morales (Lima, 2 de abril de 1995) es un político, abogado y streamer peruano. Desde enero del 2023, ejerce como el alcalde del distrito de Ate.
Inició su vida política en el partido político Avanza País en 2020, por el cual se postuló al Congreso de la República sin éxito. Durante este lapso, fue asesor de los congresistas Walter Rivera Guerra, Patricia Chirinos y Juan Burgos. Más adelante, participó en las elecciones municipales del 2022, siendo elegido como alcalde de Ate.
Su gestión municipal ha implementado iniciativas de comunicación digital, como transmisiones en vivo en la plataforma Kick, argumentando que fomentan la transparencia. No obstante, ha enfrentado críticas de algunos sectores por realizar operativos de demolición de rejas y muros en vías públicas y acusaciones por malversar los recursos municipales. También ha generado polémica la relación de los antecedentes de su padre, Manuel Vidal Camargo, con extorsión y proxenetismo.

## Biografía y carrera
Nació en la ciudad de Lima, el 2 de abril de 1995. Estudió la carrera de Derecho en la Universidad de San Martín de Porres y cursó el taller de Técnicas avanzadas en litigación oral en la Universidad de Medellín. Laboró en el Congreso de la República en 2020 como asesor del congresista de Acción Popular Walter Rivera Guerra y luego en 2021 como asesor de Juan Burgos de Avanza País. En dicho partido, se inició formalmente como político.
Durante las elecciones parlamentarias de Perú de 2021, Vidal postuló al Congreso de la República con el número 26 de la lista por Lima. Sin embargo, no resultó elegido. También fue asesor de la tercera vicepresidenta de la Mesa Directiva, Patricia Chirinos.

### Alcalde de Ate
En las elecciones municipales del 2022, decidió postular a la alcaldía del distrito de Ate por Avanza País, siendo elegido para el cargo durante el periodo municipal 2023-2026. En dicha elección, Vidal se convirtió en el alcalde más joven del distrito y de Lima.
Desde el 26 de agosto de 2024, Vidal realiza transmisiones en vivo en la plataforma Kick. En estas difunde actividades relacionadas con su labor municipal (e inclusive personal en sus días libres) e interactúa directamente con los ciudadanos, incluyendo colaboraciones con otros streamers. Vidal promociona esta iniciativa como un esfuerzo innovador para fomentar la transparencia y la participación ciudadana. Los seguidores de Vidal suelen denominarse «los dibujitos» y se han extendido a ciudades de todo el país, como Arequipa y Tacna.

#### Demolición de rejas
Durante su mandato, Vidal ha destacado por llevar a cabo operativos para facilitar el libre acceso a las vías públicas, lo que ha implicado la demolición de rejas y muros de hormigón. Esta medida ha generado críticas por parte de algunos residentes, que argumentan que estas estructuras proporcionaban seguridad frente a la delincuencia en Ate Vitarte, uno de los distritos más peligrosos de Lima. Asimismo, Vidal declaró que en su urbanización había portones (tranqueras), pero que los destruiría próximamente.

## Controversias

### Vínculo con su padre
El padre de Franco Vidal, Manuel Vidal Camargo, estuvo dos veces preso por los cargos de estafa y proxenetismo en  1997 y 2006, respectivamente. Posteriormente,  se hizo acreedor de múltiples inmuebles entre los cuales se encontraban bares, hoteles y negocios.A inicios de su gestión, el alcalde fue acusado de estar vinculado con los locales y acusaciones hacia su padre. 
En agosto de 2023, el padre fue denunciado por usurpación de funciones y extorsión al intentar ejercer  como fiscalizador. Asimismo, el progenitor ha protagonizado múltiples actividades solidarias en el distrito bajo el alias de «el William Wallace de Ate» en redes sociales. A través de ellas, muestra su apoyo a su hijo. 
Respecto al vínculo con negocios ilícitos, el alcalde ha rechazado categóricamente estas acusaciones, declarando que nunca han demostrado la veracidad de estas. 

### Amenazas a periodistas
Su administración ha salido en los medios de comunicación por amenazar a periodistas como René Gastelumendi, Alexandra Hörler, Maju Mantilla, Marco Sifuentes y Mávila Huertas, quienes denunciaron haber recibido amenazas de muerte por cuestionar al alcalde, atribuyendo parte de estas intimidaciones a grupos de usuarios de redes sociales que defienden activamente a Vidal. El Instituto de Prensa y Sociedad ha señalado que dicho grupo de usuarios fue contratado por la Gerencia de Imagen de la Municipalidad. El alcalde, por su parte, ha condenado dichos ataques, aunque en múltiples ocasiones ha alentado estas conductas en sus transmisiones en vivo, como cuando pidió el cierre de una filial Smart Fit en Puruchuco.

### Gestión de recursos para construcción de obras
En junio de 2023, se desató la polémica sobre inversión en cámaras de seguridad en la municipalidad que no contaban con fibra óptica, lo que impedía su funcionamiento. Vidal declaró que era un problema de la gestión anterior, que había dejado como único proveedor a una entidad incompetente. Sin embargo, también tachó de «despilfarro» la adquisición del equipamiento faltante.
En 2024 la Contraloría de la República declara el avance de solo el 23% de una obra iniciada en 2023 y paralizada durante 8 meses, pese a haberse invertido 13 millones de soles. Vidal declaró mediante su plataforma que se debía por un pleito de concesión y que no dependía de él.
A mediados de 2025, el Estado registró un porcentaje de eficiencia del gasto público del 39.5 % en el distrito de Ate, uno de los más bajos de Lima.  Además, el portal La Encerrona reveló que se habían emitido 184 órdenes de servicio a tres personas de su círculo familiar por un total de dos millones de soles.

### Lucro con Kick
Franco Vidal está verificado como socio del programa Partner de Kick, lo que le permitiría recibir ingresos por donaciones y reproducciones, aunque él afirma no disponer de esos fondos, pese a la exigencia de exclusividad por parte de la plataforma. Al combinar transmisiones dentro y fuera de su horario laboral como funcionario, surge la duda sobre la compatibilidad de estas actividades con su cargo público.
La Constitución peruana prohíbe a los servidores públicos ostentar más de un empleo remunerado, salvo un adicional en la docencia, siempre que se realice fuera de sus horas laborales (artículo 40). Aunque la normativa no menciona expresamente los ingresos de plataformas digitales, la jurisprudencia ha señalado que un alcalde que monetiza contenido de streaming podría vulnerar el principio de probidad, al anteponer beneficios personales sobre el interés general y obtener ventajas indebidas en contravención del artículo 39 de la Ley 30057.

## Reconocimientos
- Premio Despertar/The Wake Up Award (2022)[9]